# Kine Em
Het Kine Em-park is een park in de stad Batman (Elih) in Zuidoost-Anatolië dat op 7 juli 2007 werd geopend. Het is genoemd naar een van de gedichten van de Koerdische dichter Cegerxwîn, die ook een standbeeld heeft aldaar.